# Колозомб (Поморське воєводство)
Колозомб (пол. Kołoząb, нім. Kolsomb) — село в Польщі, у гміні Міколайки-Поморські Штумського повіту Поморського воєводства.
Населення — 76 осіб (2011).
У 1975-1998 роках село належало до Ельблонзького воєводства.

## Демографія
Демографічна структура станом на 31 березня 2011 року:
|          | Загалом | Допрацездатний вік | Працездатний вік | Постпрацездатний вік |
| -------- | ------- | ------------------ | ---------------- | -------------------- |
| Чоловіки | 44      | 11                 | 31               | 2                    |
| Жінки    | 32      | 7                  | 22               | 3                    |
| Разом    | 76      | 18                 | 53               | 5                    |